# NGC 6505
NGC 6505 é uma galáxia elíptica (E-S0) localizada na direcção da constelação de Draco. Possui uma declinação de +65° 31' 53" e uma ascensão recta de 17 horas, 51 minutos e 07,3 segundos.
A galáxia NGC 6505 foi descoberta em 27 de Junho de 1884 por Lewis A. Swift.